# باتريك ميرسير
باتريك ميرسير (بالإنجليزية: Patrick Mercer) هو سياسي بريطاني، ولد في 26 يونيو 1956 في المملكة المتحدة. حزبياً، نشط في حزب المحافظين.

## مناصب
- في الانتخابات العامة في المملكة المتحدة 2001، انتخب عضو برلمان المملكة المتحدة الـ53 عن دائرة نيوآرك وقد انضم خلال فترته النيابية ‏ (7 يونيو 2001 – 11 أبريل 2005) للكتلة البرلمانية حزب المحافظين.
- انتخب عضو برلمان المملكة المتحدة الـ55 عن دائرة نيوآرك وقد انضم خلال فترته النيابية ‏ (31 مايو 2013 – 30 أبريل 2014) للكتلة البرلمانية مستقل.
- في الانتخابات العامة في المملكة المتحدة 2005، انتخب عضو برلمان المملكة المتحدة الـ54 عن دائرة نيوآرك وقد انضم خلال فترته النيابية ‏ (5 مايو 2005 – 12 أبريل 2010) للكتلة البرلمانية حزب المحافظين.
- في انتخابات المملكة المتحدة لعام 2010، انتخب عضو برلمان المملكة المتحدة الـ55 عن دائرة نيوآرك وقد انضم خلال فترته النيابية ‏ (6 مايو 2010 – 31 مايو 2013) للكتلة البرلمانية حزب المحافظين.